# Svarttimalia
Svarttimalia (Melanocichla lugubris) är en fågel som traditionellt placeras i familjen fnittertrastar inom ordningen tättingar.

## Utseende
Svarttimalian är en 25,5–27 cm lång glansigt helsvart eller svartgrå fågel med orangeröd näbb. Runt ögat syns skifferblå till violett orbitalhud och blåvit bar hud bakom ögat. Ungfågeln är brunare och mattare.

## Utbredning och systematik
Svarttimalian förekommer i höglänta områden på Malackahalvön och västra Sumatra. Den behandlas som monotypisk, det vill säga att den inte delas in i några underarter. Arten är stannfågel.

### Släktskap
Fågeln placeras traditionellt i fnittertrastsläktet Garrulax och kallades på svenska tidigare just svart fnittertrast. Genetiska studier visar dock förvånande nog att den, tillsammans med dess nära släkting skallig timalia, istället är nära släkt med sabeltimaliorna i Pomatorhinus i familjen timalior och alltså bör byta inte bara släktesnamn utan också familjetillhörighet. Numera lyfts de båda arterna ut i Melanocichla och placeras i Timaliidae.

## Levnadssätt
Arten hittas i städsegrön lövskog, skogsbryn och ungskog över 800 meters höjd i Malaysia och mellan 500 och 1600 meter på Sumatra. Den förflyttar sig i ljudliga grupper, ofta i tät vegetation och flyger inte några längre sträckor. Födan består av insekter, spindlar och ibland frön.

### Häckning
Fågeln häckar oktober–april. Det rätt stora skålformade boet av växtfibrer och löv placeras cirka 2,5 meter ovan mark i en trädklyka, vari den lägger två ägg.

## Status och hot
Arten har ett begränsat utbredningsområde och tros minska i antal, dock inte tillräckligt kraftigt för att den ska betraktas som hotad. Internationella naturvårdsunionen IUCN kategoriserar därför arten som livskraftig (LC).